# Придурки (фильм)
«Придурки» (англ. Jackass: Number Two) — американский комедийный фильм 2006 года, снятый режиссёром Джеффом Тремейном. Картина является продолжением фильма «Чудаки» (2002), оба основаны на сериале MTV «Чудаки». Как и его предшественник, фильм представляет собой сборник трюков, розыгрышей и сценок в традициях оригинального телевизионного шоу.
Фильм был снят компаниями MTV Films, Dickhouse Productions и Lynch Siderow Productions и распространен Paramount Pictures. Премьера фильма состоялась 22 сентября 2006 года. Получил в целом положительные отзывы критиков и собрал 84,6 миллиона долларов по всему миру при производственном бюджете в 11,5 миллиона долларов.
Неиспользованные материалы фильма были выпущены в виде отдельного фильма под названием «Придурки 2.5» в интернете 19 декабря 2007 года и на DVD 26 декабря 2007 года. За ним последовал ещё один сиквел — «Чудаки 3D».

## Сюжет
Фильм, представляющий собой сборник различных трюков, розыгрышей и сценок, начинается с представления основных актёров, в то время как быки преследуют их в пригородном районе.
Наиболее заметные трюки включают: Джонни Ноксвилл сидит на большой красной ракете, которую запускают в воздух; Бэм Марджера застревает в трейлере с коброй; пенис Криса Понтиуса, наряженный мышью, которую пытается укусить змея; Стиву-О протыкают щеку рыболовным крючком и бросают в Мексиканский залив, кишащий акулами; Райан Данн попадает в ворота гаража, катаясь на тележке; Дэйв Ингленд катается на гигантском пожарном шланге, который бросает его в грязь; Спайк Джонз изображает обнажающуюся 90-летную женщину; Эрен Макги пытается сделать сальто, катаясь на крошечном мотоцикле; Престон Лэйси переодевается в отца Бэма, чтобы побаловаться с матерью Бэма в постели.
В финале актёры разыгрывают Эрена Макги, который вместе с оператором Дмитрием Еляшкевичем переодевается в террориста, берёт такси до аэропорта и убеждает водителя, что они собираются взорвать самолёт. На самом деле водителя подменяют режиссёром Джеем Чандрасекхаром, который начинает жестоко расправляться с Эреном, когда тот пытается начать розыгрыш. Такси заезжает на стоянку, где запаниковавшего Эрена заталкивают в багажник, а Джей водит машину кругами по стоянке. Когда машина останавливается, Эрен с облегчением обнаруживает, что это розыгрыш и ему не угрожала серьёзная опасность. Однако Эрену также становится известно, что борода, которую ему наклеили в ходе розыгрыша, была сделана из лобковых волос большинства актёров и съёмочной группы, после чего Эрен начинает злиться.
Фильм заканчивается тем, что Джонни Ноксвилл засовывает руку в медвежий капкан, а затем переходит к выступлению основного актёрского состава в музыкальной постановке в стиле Басби Беркли под песню «The Best of Times», где ребята поют и танцуют, выполняя новые трюки. После того, как в Ноксвилла попадает шарик, появляется Рип Тейлор, чтобы закончить фильм, как и предыдущий.

## В ролях
Основной актёрский состав фильма «Чудаки» вернулся в фильм в полном составе:
- Джонни Ноксвилл
- Бэм Марджера
- Райан Данн
- Стив-О
- Ви Мэн
- Крис Понтиус
- Престон Лэйси
- Дэйв Ингленд
- Эрен Макги

Приглашенные гости:
- Брэндон ДиКамилло
- Брэндон Новак
- Эйприл Марджера, Фил Марджера и Джесс Марджера
- Лумис Фолл
- Стефани Ходж
- Майк Кассак
- Тор Дрейк
- Эксперты по хищным животным Дэвид Уизерс и Мэнни Пьюг
- Джим Кароль
- Мэт Хоффман
- Тони Хок
- Клайд Синглтон
- Джейсон Тейлор
- Марк Зупан
- Джон Уотерс
- Джей Чандрасекхар
- Вилле Вало
- Three 6 Mafia
- Роджер Алан Уэйд
- Рип Тейлор
- Люк Уилсон
- Вилли Гарсон
- Майк Джадж

Как и в первом фильме и сериале, в фильме появляются режиссёр Джефф Тремейн, продюсер Спайк Джонз, операторы Рик Косик, Лэнс Бэнгс и Грег Игучи, оператор и сопродюсер Дмитрий Еляшкевич, фотограф и сопродюсер Шон Кливер и исполнительный продюсер Трип Тейлор.
Трюки с участием постоянного участника фильмов «Чудаки» и Viva La Bam Дона Вито также были сняты и показаны в превью. Однако из-за скандала, связанного с его арестом незадолго до выхода фильма и характером предъявленных ему обвинений, все сцены с участием Дона Вито были вырезаны.
Заметными исключениями являются Рааб Химселф, который в то время боролся с алкоголизмом и наркотической зависимостью, и Рэйк Йон, который, однако, появился в сиквеле фильма «Придурки 2.5». Они оба были постоянными участниками телешоу «Чудаки» и первого фильма.

## Производство
Съемки начались 30 января 2006 года и закончились 23 июня 2006 года. Актёры отказались разглашать место съемок, опасаясь вмешательства фанатов в съемочный процесс. Однако они снимали в Индии, Австралии, Англии, Москве и Аргентине. До выхода фильма на экраны Стив-О и Бэм Марджера передали несколько намёков через станции Radio Bam и Loveline. Также съемки проходили в Булл-Шолс, Арканзас; Ки-Уэст, Флорида; Лос-Анджелес, Калифорния и других городах. Даже после того, как было отснято достаточно материала для «Придурков», Ноксвилл призывал всех оставаться вместе и снимать больше трюков (большинство этих трюков в итоге вышло в «Придурки 2.5»), готовый даже подвергать себя дальнейшему риску травм только потому, что не хотел расставаться с группой так быстро.
Трюк «Как доить лошадь» изначально был снят для шоу «Дикари», но был сохранен для будущего использования. "Идея выпить лошадиную сперму на самом деле не планировалась, но была «на задворках сознания». Чтобы согласиться на этот трюк, Крис Понтиус попросил режиссёра Джеффа Тремейна отпустить его на целый рабочий день, но тот отговорил, так как Понтиус пропустил работу за день до этого. Кроме того, на экране Крис Понтиус заявил Джеффу Тремейну: «Это будет компенсацией за то плохое, что я собираюсь сделать в будущем». Эта сделка была устно согласована и скреплена рукопожатием; также было отмечено, что эта сделка была снята на видео для камеры.
Удаленные сцены, которые также были сняты, но не вошли в окончательный вариант фильма и в «Придурки 2. 5» включают: «Вырывание зуба Ламборджини» с Доном Вито (который позже будет показан в «Чудаках 3D», однако его исполнит Эрен Макги, а не Дон Вито); «Колыбель Ньютона», где Дон Вито, Бэм Марджера, Стив-О, Престон Лэйси и Брэндон ДиКамилло были «сферами» для колыбели Ньютона в натуральную величину; «Слинг-шот с фрикадельками», где Бэм запускает фрикадельку в лицо Вито (это также было исполнено Филом Марджерой в «Придурках 2.5»); «Пробуждение спецназа», где команда спецназа будит Джонни Ноксвилла, взрывая дверь его номера в мотеле; «Ви Бэйби», где Ви Мэна переодевают в младенца и кладут в коробку, пытаясь отправить по почте; «Адская поездка на одноколесном велосипеде», где Стив-О катается на одноколесном велосипеде по раскаленным углям; «Полет на воздушном шаре», где Бэм привязывает к себе воздушные шары, что заставляет его парить в небе, затем он использует пистолет для стрельбы по шарам, чтобы медленно опуститься в озеро; и «Зажигательные газы», где Бэм, Стив-О, Райан Данн, Крис Понтиус и Дэйв Ингленд садятся в ванну и пытаются поджечь свои газы под водой, что заканчивается тем, что Дэйв случайно испражняется. Хотя они были удалены, некоторые из удаленных сцен были кратко показаны в титрах.

## Выход на носителях
Версии фильма на DVD с рейтингом и без рейтинга были выпущены 26 декабря 2006 года. В рейтинговую версию вошел 96-минутный театральный релиз с бонусами, а в нерейтинговую — расширенные сцены, которые были сокращены в оригинальном фильме. Оба DVD содержат комментарии актёров (кроме Бэма Марджеры), режиссёра Джеффа Тремейна и оператора Дмитрия Еляшкевича. DVD также включает 16 удаленных сцен, удаленных из театрального релиза, более 20 дополнительных сцен, 9 телевизионных роликов, 8 рекламных роликов, включая трейлер, ролик приколов, нецензурированную версию «Карази» Криса Понтиуса и рекламный ролик для VMA 2006. На DVD также имеется видеоролик The Making of Jackass. Фильм был выпущен на Blu-ray в 2022 году.

## Придурки 2.5
«Придурки 2.5» — это фильмы продолжительностью 64 минуты с дополнительными кадрами со съёмок «Придурков» и новыми сценами, снятыми в течение недели. Он был выпущен в интернете на сайтах Blockbuster.com и Hulu в бесплатный доступ с 19 по 31 декабря 2007, а на DVD — 26 декабря 2007. Кроме фильма диск включает в себя такие сцены, как: создание «Придурков 2.5», создание Jackass: The Game, удаленные сцены, фотогалерея и дополнительные кадры.
Фильм начинается с того, как Джонни Ноксвилл в роли военачальника приглашает на сцену состав «Чудаков», после чего выясняется, что на них нет штанов.
Наиболее заметные трюки включают: игрушечные самолёты атакуют Престона Лэйси, покрашенного краской в Кинг-Конга; Эрен Макги и Дэйв Ингленд боксируют с головокружением после раскрутки на офисных стульях; Бэм Марджера удерживает воздушного змея анальными бусами; Ви Мэн устраивает корриду с телёнком; Джонни Ноксвиллу производят исследование простаты в клинике в России; черепаха кусает Криса Понтиуса за нос; Стив-О пьёт пиво с ногтей Шридхара Чиллала; Эрен Макги лежит на гвоздях с коброй на груди; «Чудаки» проходят полосу препятствий с крокодилами, свиньями и пейнтбольными выстрелами.

## Кассовые сборы
Фильм вышел 22 сентября 2006 года на 3 900 экранах в 3 059 кинотеатрах. Фильм занял первое место в первые выходные и собрал 29 миллионов долларов. В первый день проката фильм окупил свой производственный бюджет в $11,5 млн. На второй неделе фильм собрал ещё 14 миллионов долларов. В целом фильм заработал $84,6 млн по всему миру, что почти на $5 млн больше, чем у оригинала.

## Оценки критиков
Сайт-агрегатор рецензий Rotten Tomatoes сообщает о 64 % одобрения из 103 рецензий критиков; средняя оценка — 6/10. На сайте Metacritic фильм получил 66 баллов из 100 по оценкам 23 критиков, что означает «в целом благоприятные отзывы». Зрители, опрошенные CinemaScore, дали фильму среднюю оценку «B+» по шкале от A+ до F.
New York Times присвоила фильму звание «Выбор критиков», написав: «Развратный, инфантильный и безрассудный до крайности, этот сборник бравады и отклонений представляет собой одну из самых бесстрашных, раскрепощенных и катарсических комедий в современном кино».